# Diethylacetamidomalonat
Diethylacetamidomalonat, DEAM ist ein  Derivat des Malonsäurediethylesters und entsteht formal durch Acetylierung des Diethylesters der erstmals 1864 von Adolf Bayer beschriebenen instabilen Aminomalonsäure.  Diethylacetamidomalonat ist Ausgangsstoff für racemische natürliche und unnatürliche α-Aminosäuren oder α-Hydroxycarbonsäuren und Vorstufe für pharmazeutische Wirkstoffe, wie z. B. für das zur Therapie der Multiplen Sklerose eingesetzte Fingolimod.

## Vorkommen und Darstellung
Eine brauchbare Synthese für Acetamidomalonester ist in einem Patent aus dem Jahr 1950 beschrieben, die eine Vorschrift aus Organic Syntheses aufgreift. Danach wird Malonsäurediethylester in Eisessig mit Natriumnitrit (NaNO2) zum Diethylisonitrosomalonat (oder α-Oximinomalonsäurediethylester) umgesetzt.
Eine Lösung dieser Zwischenstufe in Eisessig/Acetanhydrid-Gemisch wird mit Zinkpulver zum Amin reduziert, das mit Acetanhydrid zum Endprodukt DEAM in einer Gesamtausbeute von 77 % acetyliert wird.

## Eigenschaften
Diethylacetamidomalonat ist ein weißes Pulver, das sich wenig in Wasser, aber gut in niederen Alkoholen und in Chloroform löst.

## Anwendungen

### Synthese von α-Aminosäuren
Diethylacetamidomalonat stellt eine geschützte Form der einfachsten achiralen α-Aminosäure Glycin dar. Das DEAM-Molekül weist ebenso eine Malonsäurediethylester-Struktur auf und eignet sich daher für Malonestersynthesen, die bei einfacher Alkylierung in einem dreistufigen Prozess – Deprotonierung, Alkylierung, Hydrolyse und gleichzeitige Decarboxylierung – racemische α-Aminosäuren liefern.
So entsteht Phenylalanin (rac-Phe) bei der Alkylierung von DEAM mit Benzylchlorid in Gegenwart der Base Natriumethoxid (NaOEt) und anschließender Hydrolyse der Carbonsäureester und -amidfunktionen und Decarboxylierung bei erhöhter Temperatur zur Monocarbonsäure in 65 %iger Ausbeute.
Die oxidationsempfindliche Aminosäure rac-Tryptophan kann aus Diethylacetamidomalonat und Gramin (oder über dessen mit Methyliodid oder Dimethylsulfat erhältliches quartäres Ammoniumsalz) in Ausbeuten von > 90 % dargestellt werden.
Die Alkylierung des  Diethylacetamidomalonats kann auch mit dem gegenüber Nukleophilen sehr reaktiven Propiolacton erfolgen, wobei in einer Eintopfreaktion mit 87 % Ausbeute racemische Glutaminsäure gebildet wird.
In ähnlicher Weise sind auch unnatürliche α-Aminosäuren, z. B. mit heterocyclischen Substituenten zugänglich.
Die Reaktivität der Methylengruppe des Diethylacetamidomalonats kann umgekehrt werden (Umpolung), wenn man DEAM in die Dehydroform überführt, die nukleophil durch Lithiumalkyle, Grignard-Verbindungen oder Malonesteranionen angegriffen werden kann.

### Synthese von α-Hydroxycarbonsäuren
Die Aminogruppe der synthetischen α-Aminosäuren kann durch Diazotierung und Verkochung gegen eine Hydroxygruppe ausgetauscht werden.
Die auf diesem Weg zugängliche Alkin-Carbonsäure 2-Hydroxy-4-pentinsäure kann mit Milchsäure copolymerisiert werden. An die Dreifachbindungen der an der Polymerkette hängenden Alkinreste im erhaltenen PLA-Copolymer können in einer schonenden und glatten Click-Reaktion funktionelle organische Azide zu 1,2,3-Triazolen cycloaddiert werden.

### Synthesen von Fingolimod
Für das zur Behandlung der Multiplen Sklerose eingesetzte Immunsuppressivum Fingolimod wurden mehrere Syntheserouten mit dem Ausgangsstoff Diethylacetamidomalonat ausgearbeitet. Schlüsselschritt in den mehrstufigen Synthesen ist meist die Alkylierung von DEAM mit z. B. 4‘-(2-Iodethyl)octanophenon.